# الفطار نظير الكرواني
يُعد الفطار نظير الكرواني (بّي سي إم) عدوى فطرية حادة إلى مزمنة تسببها فطريات من جنس نظيرات الكروانية (Paracoccidioides)، بما فيها نظيرة الكروانية البرازيلية (Paracoccidioides brasiliensis) ونظيرة الكروانية اللوتزية (Paracoccidioides lutzii). يتوطن في أمريكا الوسطى والجنوبية، ويُصنف ضمن الفطريات المتوطنة المهملة، علمًا أنه نوع من أمراض المناطق المدارية المهملة.

## العلامات والأعراض
إن العدوى الرئوية اللاعرضية شائعة، إذ تُشاهد المظاهر السريرية لدى أقل من 5% من الأفراد المصابين. لوحظ تجليان معروفان للمرض، أولهما الشكل الحاد أو تحت الحاد، الذي يصيب غالبًا الأطفال والشباب، أما الثاني فهو الشكل المزمن، الذي يؤثر غالبًا في الرجال البالغين. يصاب معظم المرضى قبل سن العشرين، مع أن الأعراض قد لا تظهر إلا بعد سنوات عديدة.

### نمط اليافعين (الحاد / تحت الحاد)
صورة: آفات ناتجة عن الفطار نظير الكرواني على وجه طفل برازيلي
يتميز نمط اليافعين الحاد بأعراض مثل الحمى وفقدان الوزن والشعور بالتوعك مع تضخم الغدد اللمفاوية وتضخم الكبد والطحال. غالبًا ما يكون المرض منتثرًا، مع ظهور الأعراض اعتمادًا على الأعضاء المصابة. تُشاهد غالبًا آفات الجلد والأغشية المخاطية، وقد تُصاب العظام في الحالات الشديدة. قد يحاكي هذا التجلي الحاد والشديد تجليات السل أو سرطان الغدد اللمفاوية أو ابيضاض الدم.

### نمط البالغين (المزمن)
يظهر الشكل المزمن بعد حدوث العدوى الأولية بفترة تتراوح من أشهر إلى سنوات، وغالبًا ما يصاحبه سعال جاف وضيق في التنفس. تشمل الأعراض الأخرى زيادة إفراز اللعاب وصعوبة البلع وصعوبة التحكم في الصوت.
قد تُشاهد آفات مخاطية في الجهاز التنفسي العلوي، إضافة إلى زيادة إنتاج المخاط والسعال المصحوب بالدم. تشيع الإصابة الرئوية وخارج الرئوية.
تظهر الآفات المخاطية لدى نسبة تصل إلى 70% من الحالات، مع وجود آفات في الفم والبلعوم والحنجرة والحنك غالبًا. تشمل الآفات الكلاسيكية قرحات حبيبية سطحية مؤلمة، مع بقع نزفية صغيرة.

## الأسباب
يحدث الفطار نظير الكرواني بسبب نوعين من الفطريات التي تظهر كعفن أو خميرة اعتمادًا على درجة الحرارة؛ نظيرة الكروانية البرازيلية ونظيرة الكروانية اللوتزية. لوحظت نظيرة الكروانية البرازيلية (وإن لم تكن معزولة) وبائيًا في بيئات التربة المحمية، بالقرب من مصادر المياه؛ بيئات تعرضت لاختلالات إما بفعل الطبيعة أو بسبب نشاط بشري. يُذكر أن المدرّع ناقل حيواني معروف. توجد الفطريات على شكل هياكل خيطية في البيئة الطبيعية، وتطور جراثيم معدية تعرف باسم الغبيرات.
لم يُثبت انتقال العدوى من إنسان إلى آخر.

## الفيزيولوجيا المرضية
يُعتقد أن العدوى الأولية، رغم سوء فهمها الناجم عن نقص البيانات، تحدث من طريق استنشاق الغبيرات عبر الجهاز التنفسي، تحديدًا بعد استنشاق الغبيرات الفطرية الناتجة عن الشكل الفطري من نظيرة الكروانية البرازيلية. تحدث هذه العدوى غالبًا في مرحلتي الطفولة والشباب، بعد القيام بأنشطة زراعية. قد تحدث العدوى من طريق تلقيح الجلد المباشر، علمًا أن حصول هذا نادر.
بعد الاستنشاق في الحويصلات الهوائية، يحدث تكاثر سريع للكائن المتعضي في أنسجة الرئة، وينتشر أحيانًا عبر الجهازين الوريدي واللمفاوي. تظهر سمات سريرية لدى ما يقارب 2% من الأفراد بعد الإصابة الأولية اللاعرضية.
يحدد نوع الاستجابة المناعية المظهر السريري للعدوى، إذ يُصاب الأطفال والمصابون بفيروس نقص المناعة البشرية بصورة شائعة بالمرض المنتثر الحاد/تحت الحاد. يطور معظم المصابين استجابة مناعية من النوع الأول من الخلايا التائية (تي إتش1)، ما يؤدي إلى التهاب الأسناخ وتشكل الورم الحبيبي المكتنز الذي يتحكم في تكاثر الفطريات، والعدوى الكامنة أو اللاعرضية. يُعتقد بعدها أن العدوى تظل كامنة في آفات الرئة المتبقية والعقد اللمفاوية المنصفية. ينتج عن استجابة خلية تي إتش 1 الناقصة أشكال حادة من المرض، إذ لا تتشكل الأورام الحبيبية عند هؤلاء الأفراد، ويطور الشخص المصاب استجابات خلايا تي إتش2 وتي إتش9، ما يؤدي إلى تنشيط الخلايا اللمفاوية البائية، وارتفاع مستويات الأضداد الجائلة، وفرط الحمضات، وفرط غاماغلوبيولين الدم.
تحدث إصابة الرئة لاحقًا بعد فترة هجوع، وتتظاهر بأعراض تنفسية علوية، وارتشاح رئوي بالتصوير الطبي. من شبه المؤكد أن الشكل المزمن الأكثر شيوعًا هو إعادة تنشيط للمرض، وقد يتطور إلى تندب تدريجي في الرئتين (التليف الرئوي).
قد يصيب المرض أصحاب الوظيفة المناعية السليمة، مع أن التثبيط المناعي يزيد عدوانية الفطريات. نادرًا ما يصيب المرض النساء في سن الإنجاب، ربما بسبب التأثير الوقائي للإستراديول.